# Dirk Rossmann

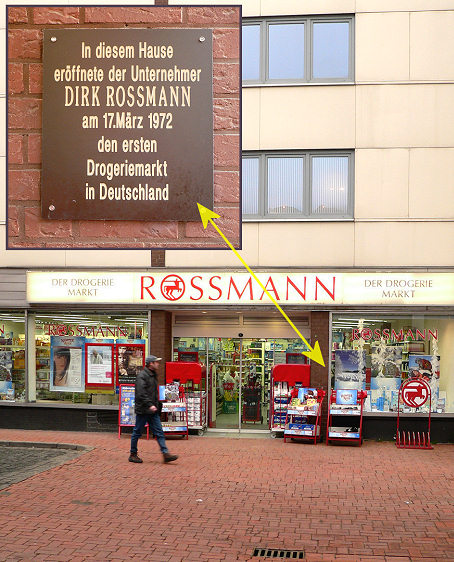
Rossmanns 1972 öppnade apotek i Lister i Hannover (nedlagt 2010)

Dirk Rossmann, född 7 september 1946 i Hannover i Tyskland, är en tysk affärsman, som grundade apotekskedjan Rossmann.
Dirk Rossmann växte upp i Hannover som son till Bernhard Rossmann (1910–1958) och Hilde Wilkens, vilka drev ett mindre apotek i stadens utkant. Fadern dog tidigt och Rossmann växte upp under knappa omständigheter. Han gick i lära som farmaceut och arbetade från 1962 i familjeapoteket. 
Vid 25 års ålder grundade han 1972 Tysklands första självbetjäningsapotek. Företaget, som fortfarande är familjeägt, har därefter vuxit till att bli en av de två största kedjorna i sin bransch i Tyskland. Dirk Rossmann med familj uppskattades i februari 2022 ha en förmögenhet på omkring 4,3 miljarder amerikanska dollar.
Dirk Rossmann äger en andel i fotbollslaget Hannover 96.